# VT100

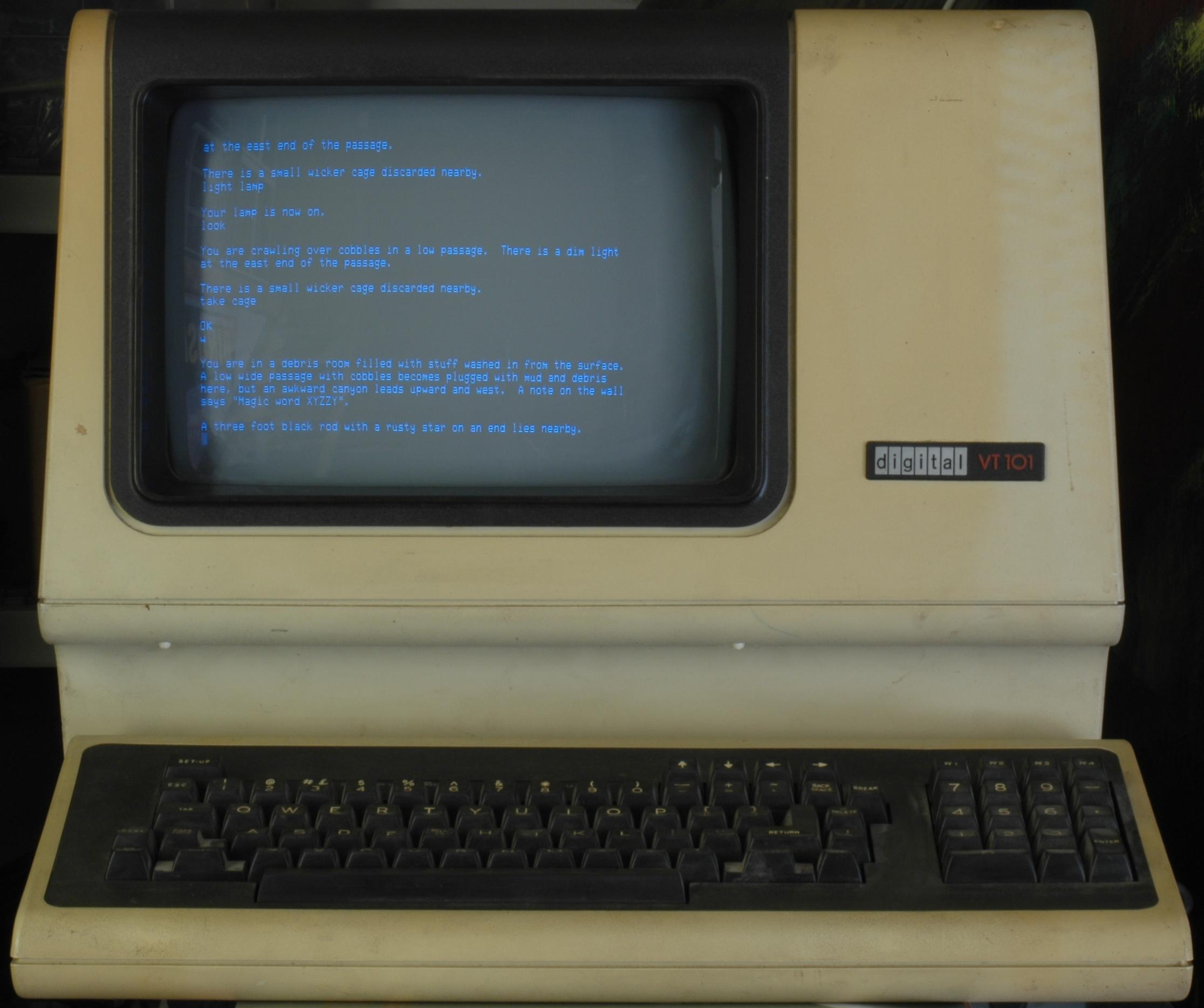
El VT100 de Digital Equipment Corporation (DEC).

VT100 es una terminal de vídeo fabricada originalmente por Digital Equipment Corporation (DEC).  Por sus atributos se convirtió en el estándar de facto emulado para los emuladores de terminal.

## Características
Se convirtió en el sistema estándar de serie . Fue introducida en agosto de 1978 como continuación de su predecesora, la VT52, conectándose con su computador local mediante línea serie usando el conjunto de secuencias y caracteres ASCII (t.c.c. secuencias de escape) estandarizado por ANSI. 
La VT100 fue también la primera terminal digital en incorporar renderizaciones gráficas (parpadeo, negrita, color invertido, y subrayado) así como una display (pantalla) configurable a 80 o 132 columnas. 
Toda la configuración de la VT100 se llevaba a cabo usando displays interactivos presentados en la pantalla. Los datos de la configuración se almacenaban en una memoria no-volátil que poseía la terminal.